# De sacramentis christianae fidei
De sacramentis christianae fidei (dal latino: Dei sacramenti della fede cristiana) è un'opera teologica e filosofica di Ugo di San Vittore, scritta fra il 1136 e il 1141.

## Temi e contenuto
De sacramentis chritianæ fidei, l'opera maggiore di Ugo di San Vittore, rimase incompiuta alla sua morte, avvenuta nel 1141. La parola sacramento è da intendersi nel senso di "cosa sacra", ovvero "segni sacri", atti a farci conoscere i misteri della fede. I lavori furono intrapresi ben prima del 1133 e continuati forse fino al 1141. Successivamente alle Institutiones (che cita parte dei capp. 2-3), il De quinque septenis e la Chronica che si fermano a Papa Onorio II. Ugo affronta innanzitutto la creazione, il peccato, la caduta e la legge. Nella seconda parte si tratta dell'incarnazione e della redenzione: Cristo, la Chiesa, i sacramenti e l'escatologia. Ugo affronta innanzitutto la creazione, il peccato, la caduta e la legge. Nella seconda parte si tratta dell'incarnazione e della redenzione: Cristo, la Chiesa, i sacramenti e l'escatologia. Riprende il contenuto del Periphyseon di Giovanni Scoto Eriugena ma espone un uso di simboli precedentemente sconosciuti in teologia.

## Fortuna dell'opera
Ugo di San Vittore fu un illustre esponente della Scuola di San Vittore, cui caratteri principali furono la mistica e la fede e l'opera ebbe un importante influsso sia nel pensiero teologico che in quello filosofico.